# Region Cajamarca
Die Region Cajamarca [kaxaˈmaɾka] (spanisch Región Cajamarca, Cajamarca-Quechua Kashamarka shuyu) ist eine Region im Norden der peruanischen Anden. Die Hauptstadt ist Cajamarca. Im Norden grenzt die Region an Ecuador.

## Hauptstadt
Die Regionshauptstadt ist Cajamarca.

## Geographie und Klima
Die Region Cajamarca erstreckt sich über eine Fläche von 33.317 km². Im Süden der Region Cajamarca herrschen die Hochanden vor, im Norden gehen sie über in tropisch-heißen Regenwald. Die Regionshauptstadt liegt auf etwa 2700 Metern ü. d. M. Die Jahresdurchschnittstemperatur in der Regionshauptstadt beträgt rund 14 °C. Die Regenzeit dauert normalerweise von Dezember bis März. Die wichtigsten Flüsse sind Río Marañón, Río Chotano und Río Huancabamba.
Die höchsten Gipfel sind der Coimolache mit 4010 m, zwischen Hualgayoc und San Miguel, und der Cumbe mit 3850 m, bei Cajamarca.

## Bevölkerung
im Jahr 2015 wurden in der Region Cajamarca 1.529.800 Menschen gezählt. Die Bevölkerungsdichte liegt bei 46 Einwohnern/km².
| 1981      | 1993      | 2007      | 2010      | 2015      |
| --------- | --------- | --------- | --------- | --------- |
| 1.063.474 | 1.297.835 | 1.387.809 | 1.500.600 | 1.529.800 |

## Geschichte

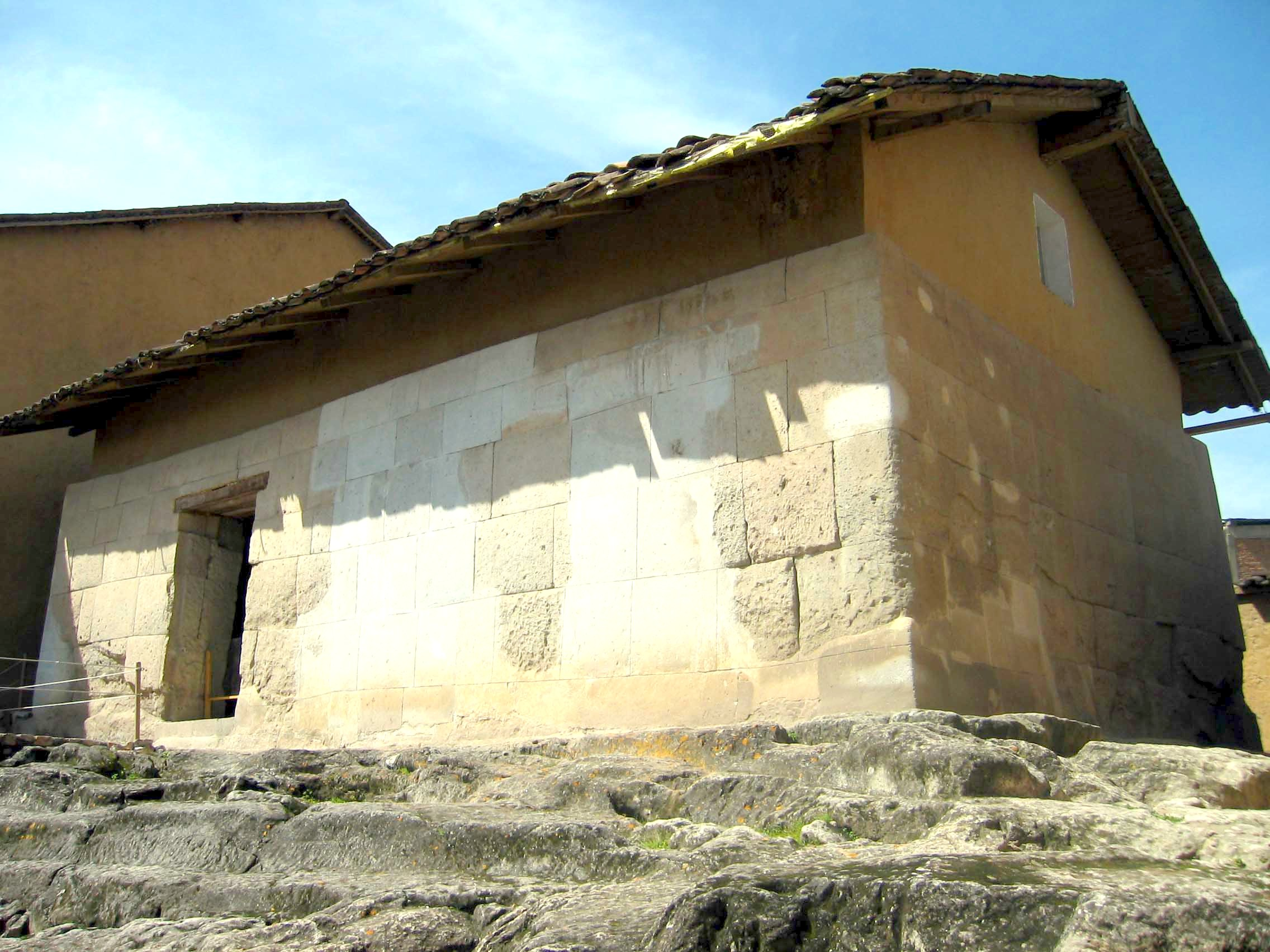
„Cuarto del Rescate“ – das Zimmer, in dem Inka Atahualpa gefangen gehalten wurde und das mit Gold und Silber angefüllt wurde.

Wahrscheinlich wurden die ältesten Keramiken, welche in Peru hergestellt wurden, von der Cajamarca-Kultur produziert und stammen damit aus dieser Region.
Nach der Eroberung durch das Wari-Volk wurde Cajamarca zu einem wichtigen Verwaltungszentrum. Auch die Inka machten Cajamarca zu einer regionalen Hauptstadt.
Im Jahre 1532 wurde der Inka-Herrscher Atahualpa auf der Plaza von Cajamarca von dem Spanier Francisco Pizarro und seiner Armee gefangen genommen. Atahualpa bot als Lösegeld an, ein Zimmer mit Gold und zwei benachbarte mit Silber zu füllen. Pizarro ging darauf ein, ließ ihn dann aber trotz Zahlung hinrichten.

## Provinzen
Die Region Cajamarca ist unterteilt in 13 Provinzen und 128 Distrikte.
| Provinz     | Hauptstadt              |
| ----------- | ----------------------- |
| Cajabamba   | Cajabamba               |
| Cajamarca   | Cajamarca               |
| Celendín    | Celendín                |
| Chota       | Chota                   |
| Contumazá   | Contumazá               |
| Cutervo     | Cutervo                 |
| Hualgayoc   | Bambamarca              |
| Jaén        | Jaén                    |
| San Ignacio | San Ignacio             |
| San Marcos  | San Marcos              |
| San Miguel  | San Miguel de Pallaques |
| San Pablo   | San Pablo               |
| Santa Cruz  | Santa Cruz              |

## Verkehr
Neben einigen wichtigen Straßenanbindungen nach Westen und Osten besitzt Cajamarca auch einen Flughafen, den Flughafen Cajamarca, der regelmäßig von Lima angeflogen wird. Es gibt auch regelmäßige Flüge von Cajamarca nach Talara in der Region Piura. Ein weiterer Flughafen ist der Flughafen Jaén nahe Jaén de Bracamoros.